# Délelőtt
A délelőtt (rövidítve: de.) egy napszak, amely a reggel végétől a dél elejéig tart. A hossza nincs meghatározva. Magyar nyelven nincs külön köszönés erre a napszakra, ilyenkor Jó reggelt (kívánok)ot, vagy Jó napot (kívánok)ot szokás mondani. A tízórai erre a napszakra esik.

## Története
Az ókori Rómában pontosan meg volt határozva a délelőtt ideje, ez volt a nappal második negyede.

## Események
Munkanapokon délelőtt rendszerint a munkások dolgoznak, a gyerekek pedig tanulnak az iskolában. Hétvégenként délelőttönként matiné megy a nagy tévécsatornákon.

## Fordítás
Ez a szócikk részben vagy egészben  a   Vormittag című német Wikipédia-szócikk fordításán alapul.  Az eredeti cikk szerkesztőit annak laptörténete sorolja fel. Ez a jelzés csupán a megfogalmazás eredetét és a szerzői jogokat jelzi, nem szolgál a cikkben szereplő információk forrásmegjelöléseként.